# 7,63 × 25 mm Mauser
El 7,63 × 25 mm Mauser, también conocido como .30 Mauser Automatic, es un cartucho de pistola, fue la munición original de la Mauser C96. La base de este cartucho fue el cartucho 7,65 × 25 mm Borchardt de 1893, el único cartucho de pistola automática exitoso en aquel entonces. El 7,63 mm Mauser es confundido a veces con el 7,65 × 21 mm Parabellum (.30 Luger), otro cartucho de pistola abotellado.
El 7,63 mm Mauser fue la base del cartucho 7,62 × 25 mm Tokarev adoptado por la Unión Soviética. A pesar de que las dimensiones de los dos cartuchos son casi idénticas, el 7,62 Tokarev tiene una carga de pólvora más potente, y no es apto para ser usado en pistolas C-96 u otras armas recamaradas para su cartucho. Sin embargo, el 7,63 mm Mauser puede usarse en armas recamaradas para el 7,62 mm Tokarev.
Entre las armas recamaradas para el cartucho 7,63 mm Mauser estaba la Mauser C96 con sus variantes y copias, la Astra Modelo 900 y sus variantes, así como los subfusiles anteriores a la Segunda Guerra Mundial como el SIG Modelo 1920 exportado a China y Japón, la SIG MKMO, y el MP34 alemán (para exportación, la mayoría se fabricó en 9 x 19 mm Parabellum).
Durante la Guerra de Invierno y la Guerra de Continuación entre Finlandia y la Unión Soviética, el cartucho fue producido para las fuerzas finesas y alemanas para usar los subfusiles soviéticos capturados, aprovechando que podía reemplazar al cartucho 7,62 x 25. Según los archivos militares de Finlandia, el ejército finés ordenó un millón de cartuchos 7,63 Mauser a la FN para este propósito.
El 7,63 mm Mauser es producido actualmente por las compañías Fiocchi Munizioni, Sellier & Bellot y Prvi Partizan.

## Datos técnicos

#### Medidas
- Diámetro de la Bala: 7,82 mm
- Cuello: 8,4 mm
- Hombro: 9,4 mm
- Base: 9,7 mm
- Pestaña: 9,9 mm

#### Balística
- Peso de la bala: 5,6 g
- Tipo de bala: encamisada
- Velocidad: 430 m/s
- Energía: 508 julios

## Sinónimos
- DWM 403
- GR298
- 7,63mm Mauser M1896
- 7,63mm Mauser Selbstlade-Pistole
- 7m/m 63 Pour Pistolet Automatique Mauser
- .30 Automatic (Mauser & Borchardt)
- .30 Mauser